# Пау Гасол
Пау Гасол (на испански: Pau Gasol) е бивш испански баскетболист, играещ като тежко крило. Шесткратен участник в мача на звездите на НБА, двукратен шампион на асоциацията, световен и трикратен европейски шампион, Гасол е един от най-успешните европейски баскетболисти. През 2002 г. става първият чужденец, избран за Новобранец на годината в НБА. Неговият брат Марк също е баскетболист с дългогодишен опит в НБА.

## Кариера
Започва кариерата си в юношеския тим на Корнея. През 1996 г. преминава в школата на Барселона, а две години по-късно прави дебюта си за мъжкия отбор. През 1998 г. става европейски шампион на юноши до 18 г. в състава на испанския национален отбор, а през 1999 – световен шампион до 19 г. На клубно ниво в състава на каталунците Пау печели два пъти титлата на Испания, а през 2001 г. става най-полезен играч във финалите на шампионата и в турнира за Купата на краля.
Същата година Гасол дебютира за мъжкия национален тим на Испания, получавайки повиквателна за Евробаскет. „Ла фурия“ печели бронзовите отличия, а тежкото крило завършва с най-много борби средно на мач на турнира. Междувременно Гасол участва в драфта на НБА, където е изтеглен от Атланта Хоукс под номер 3. Правата на играча обаче преминавт при Мемфис Гризлис.
Испанецът прави впечатляващ дебютен сезон със 17.6 точки и 8.9 борби средно на мач и участие във всички 82 мача от редовния сезон. В края на сезон 2001/02 попада в идеалния тим на новобранците и става първият чужденец в историята на НБА, избран за най-добър новобранец в лигата. През следващия сезон Пау става водещ реализатор на „Гризлитата“ с 19 точки средно на мач.
През сезон 2003/04 Пау за първи път играе в плейофите на асоциацията, но Мемфис отпада още в първия кръг от Сан Антонио Спърс. В следващите два сезона Мемфис отново играят в плейофите, но не успяват да преодолеят първи кръг.
На 11 януари 2005 г. достига 5000 точки и 500 блока в мач с Индиана Пейсърс. Пау е десетият играч, достигнал най-бързо тази квота от сезон 1973/74 насам. През 2006 г. става играчът с най-много борби за тима, след като хваща своята борба номер 3072 срещу Ню Йорк Никс. Същата година става първият испанец и първият играч на Гризлис, играл в Мача на звездите.
През август 2006 г. Гасол става световен шампион с тима на Испания, като „Ла Фурия“ побеждава на финала тима на Гърция. Пау е избран за най-полезен играч на турнира, но получава контузия в полуфиналната среща и пропуска старта на сезон 2006/07 в НБА. Завръщайки се на терена, крилото чупи рекорда на Шариф Абдул-Рахим по най-много отбелязани фалове за Гризлис и записва най-резултатен сезон в кариерата с 20.8 точки средно на мач.
На 1 февруари 2008 г. преминава в ЛА Лейкърс. Дебютира за „езерняците“ няколко дни по-късно с 24 точки и 12 борби срещу Ню Джърси Нетс. Испанецът успява да пасне в стила на игра на Лейкърс и помага на тима да запише рекорден резултат в Западната конференция (57 победи, 25 загуби). Гасол става първият испенец, играл на финал в НБА, но Лейкърс губи от Бостън Селтикс.
На 2 януари 2009 г. Пау отбелязва своята точка номер 10 000 в асоциацията и за втори път участва в Мача на звездите. През февруари е избран за играч на месеца в Западната конфереция, след като Лейкърс губи едва 2 от 13-те мача в месеца. В края на сезон 2008/09 Пау става шампион на САЩ за първи път в кариерата си, като на финала Лейкърс надделява над Орландо Меджик. Гасол приключва сезона с 18.9 точки и 9.6 борби средно на мач.
През 2009 г. извежда Испания до титла на Евробаскет, дошла след 2 поредни сребърни медала в предишните издания на турнира. Гасол е най-резултатният играч на турнира и е избран за MVP. В края на годината удължава договора си с Лейкърс. Скоро след това отново участва в Мача на звездите. През сезон 2009/10 Гасол защитава шампионската титла на асоциацията в тима на „езерняците“ и попада във втория състав на идеалния тим на сезона. През 2011 г. отново става европейски шампион в тима на Испания.
През 2012 г. Пау е избран за знаменосец на Испания на Олимпийските игри в Лондон, тъй като титулярният избор, тенисистът Рафаел Надал, пропуска игрите поради контузия. На олимпийския турнир испанският отбор печели сребърните медали, отстъпвайки на финала на САЩ.
На 18 ноември 2012 г. отбелязва своята 15 000-на точка в НБА. Скоро след това Гасол получава травма в петата и пропуска част от сезона. Проблемите с контузии обаче ограничават изявите на испанеца на паркета и в края на сезон 2013/14 Пау напуска Лейкърс след 6,5 сезона в тима.
През юли 2014 г. преминава в Чикаго Булс със свободен трансфер. Пау бързо се утвърждава като водещ играч в състава и на 1 януари 2015 г. записва рекордните за кариерата си 9 блока в среща с Денвър Нъгетс, последвани от рекордна резултатност в двубоя с Милуоки Бъкс – 46 точки. През 2014/15 Гасол помага на „биковете“ да се класират за плейофната фаза и да достигнат полуфиналите на конференцията. В редовния сезон испанецът води по брой „дабъл-дабъли“ в лигата с 54.
През 2015 г. Пау отново е на висота за националния отбор, ставайки европейски шампион за трети път. Крилото отново е избрано за най-полезен играч на турнира и води по резултатност и блокирани изстрели. Запомнящо се е представянето му в полуфинала срещу Франция, в който отбелязва 40 точки – половината от вкараните от целия отбор.
В края на годината Гасол става 116-ия играч с над 1000 мача в НБА. Испанецът отбелязва 13 точки и записва 11 борби срещу Шарлот Хорнетс в юбилейния си мач. През 2016 г. Пау участва за шести път в кариерата си в Мача на звездите, а през сезона става 36-ият играч в историята с 10 000 точки и 10 000 борби в асоциацията. Той е и едва четвъртият баскетболист над 35 години с повече от един трипъл-дабъл през сезона – останалите са Джейсън Кид, Коби Брайънт и Пол Пиърс.
На 14 юли 2016 г. подписва със Сан Антонио Спърс.

## Успехи

### Клубни
- Шампион на Испания – 1998/99, 2000/01
- Купа на Краля – 2000/01
- Шампион на НБА – 2008/09, 2009/10

### Международни
- Европейски шампион до 18 г. – 1998
- Световен шампион до 19 г. – 1999
- Световен шампион – 2006
- Европейски шампион – 2009, 2011, 2015
- Сребърен олимпийски медалист – 2008, 2012

### Индивидуални
- MVP на финалите в испанското първенство – 2001
- MVP в Купата на краля – 2001
- НБА Новобранец на годината – 2002
- Идеален отбор на новобранците в НБА – 2002
- Идеален отбор на НБА – 2011, 2015 (Втори състав), 2009, 2010 (Трети състав)
- В Мача на звездите на НБА – 2006, 2009, 2010, 2011, 2015, 2016
- MVP на Световното първенство – 2006
- MVP на Евробаскет – 2009, 2015
- Мистър Европа – 2004, 2009
- Евроскар награда – 2008, 2009, 2010
- Баскетболист на годината на ФИБА Европа – 2008, 2009
- Европейски баскетболист на годината – 2009, 2010